# Walter Davis (triple-sauteur)
Pour les articles homonymes, voir Davis et Walter Davis.
Walter Davis, né le 2 juillet 1979 à Lafayette (Louisiane, États-Unis), est un athlète américain spécialiste du triple saut et du saut en longueur.

## Palmarès
| Année | Compétition                    | Lieu       | Place | Marque |
| ----- | ------------------------------ | ---------- | ----- | ------ |
| 2000  | Jeux olympiques                | Sydney     | 11e   |        |
| 2001  | Championnats du monde          | Edmonton   | 5e    |        |
| 2002  | Coupe du monde des nations     | Madrid     | 2e    |        |
| 2003  | Championnats du monde en salle | Birmingham | 2e    |        |
| 2003  | Finale mondiale                | Monaco     | 2e    |        |
| 2004  | Jeux olympiques                | Athènes    | 11e   |        |
| 2005  | Championnats du monde          | Helsinki   | 1er   |        |
| 2005  | Finale mondiale                | Monaco     | 3e    |        |
| 2006  | Championnats du monde en salle | Moscou     | 1er   |        |
| 2006  | Finale mondiale                | Stuttgart  | 3e    |        |
| 2006  | Coupe du monde des nations     | Athènes    | 1er   |        |
| 2007  | Championnats du monde          | Osaka      | 3e    |        |
| 2007  | Finale mondiale                | Stuttgart  | 1er   |        |